# Ömentalitet
Ömentalitet är det fenomen då det bland människor i isolerade samhällen uppstår en känsla av överlägsenhet jämfört med resten av världen. Begreppet antyder inte på en ö som ett landområde, utan snarare på en ö som en homogen grupp av människor som avgränsas från andra kulturer under en längre period, exempelvis genom olika språk, religion, eller tradition (dock kan dessa grupper uppstå på just öar). Exempel på ömentalitet kan återfinnas i olika slags nationalism eller xenofobi.